# Adam Krasiński (ordynat)
Adam Zygmunt Władysław Wincenty Franciszek Ludwik Krasiński hrabia herbu Ślepowron (ur. 22 listopada 1870 w Krakowie, zm. 17 stycznia 1909 w Ospedaletti, Liguria) — polski poeta, pisarz, działacz oświatowy, redaktor Biblioteki Warszawskiej (1901-1909), IV ordynat opinogórski, pierwszy prezes Towarzystwa Opieki nad Zabytkami Przeszłości.

## Życiorys
Wnuk Zygmunta oraz syn Władysława Wincentego i Róży z Potockich (2 voto Edwardowej Raczyńskiej). Był przyrodnim bratem Rogera Adama Raczyńskiego oraz Edwarda Bernarda Raczyńskiego.
W rodzinnym Krakowie ukończył naukę w gimnazjum. Następnie studiował na uniwersytetach w Bonn, Fryburgu, Heidelbergu. Na ostatniej z tych uczelni uzyskał stopień doktora praw na podstawie pracy dotyczącej stosunków włościańskich w Polsce i o reformach w tym zakresie z lat 1764-1774. Po powrocie na ziemie polskie udzielał się w pracy społecznej.
Zasłużony sprawie wydań spuścizny po swym dziadku Zygmuncie, sam był również jej badaczem. Odbył studia we Fryburgu i Heidelbergu (studia: Poeta myśli, Dzień Ducha Świętego). Tytuł doktorski uzyskał w Heidelburgu na podstawie rozprawy Geschichtliche Darstellung der Bauern – Verh/ltnisse in Polen (1898, 2 tomy). Pod pseudonimem Jan Przysiecki publikował utwory literackie w Bibliotece Warszawskiej (w 1900 objął jej redakcję i wydawnictwo). Nabył „Gazetę Polską”. W 1905 próbował utworzyć stronnictwo polityczne Spójnia. Od 1906 prezes Towarzystwa Opieki nad Zabytkami Przeszłości z siedzibą w Warszawie. Ogłosił rozprawę W sprawie rolnej (1907). Był członkiem Towarzystwa Tajnego Nauczania w Warszawie. Był inicjatorem rozbudowy Biblioteki Ordynacji Krasińskich. Został prezesem rady nadzorczej Polskiej Macierzy Szkolnej. Przez pewien czas był prezesem Towarzystwa Rolniczego w Płocku.
28 października 1897 poślubił Wandę Marię (1874-1950), córkę Kazimierza Badeniego, z którą nie miał potomstwa. Tym samym na nim wygasła linia Zygmunta Krasińskiego i ordynacja przeszła na Edwarda Krasińskiego, z innej linii tej rodziny.
Po jego śmierci wdowa wyszła za mąż w 1912 roku za hr. Zygmunta Zamoyskiego (1875-1931). 

## Twórczość
- Eleonora (pod pseudonimem Jan Przysiecki)
- Jęk ziemi (pod pseudonimem Jan Przysiecki)
- Trzy szarże (1907, wiersze rycersko-patriotyczne)